# Ратманнсдорф
Ратманнсдорф (нім. Rathmannsdorf) — громада в Німеччині, розташована в землі Саксонія. Входить до складу району Саксонська Швейцарія — Східні Рудні Гори. Складова частина об'єднання громад Бад-Шандау.
Площа — 4,37 км2. Населення становить 900 ос. (станом на 31 грудня 2020).

## Галерея

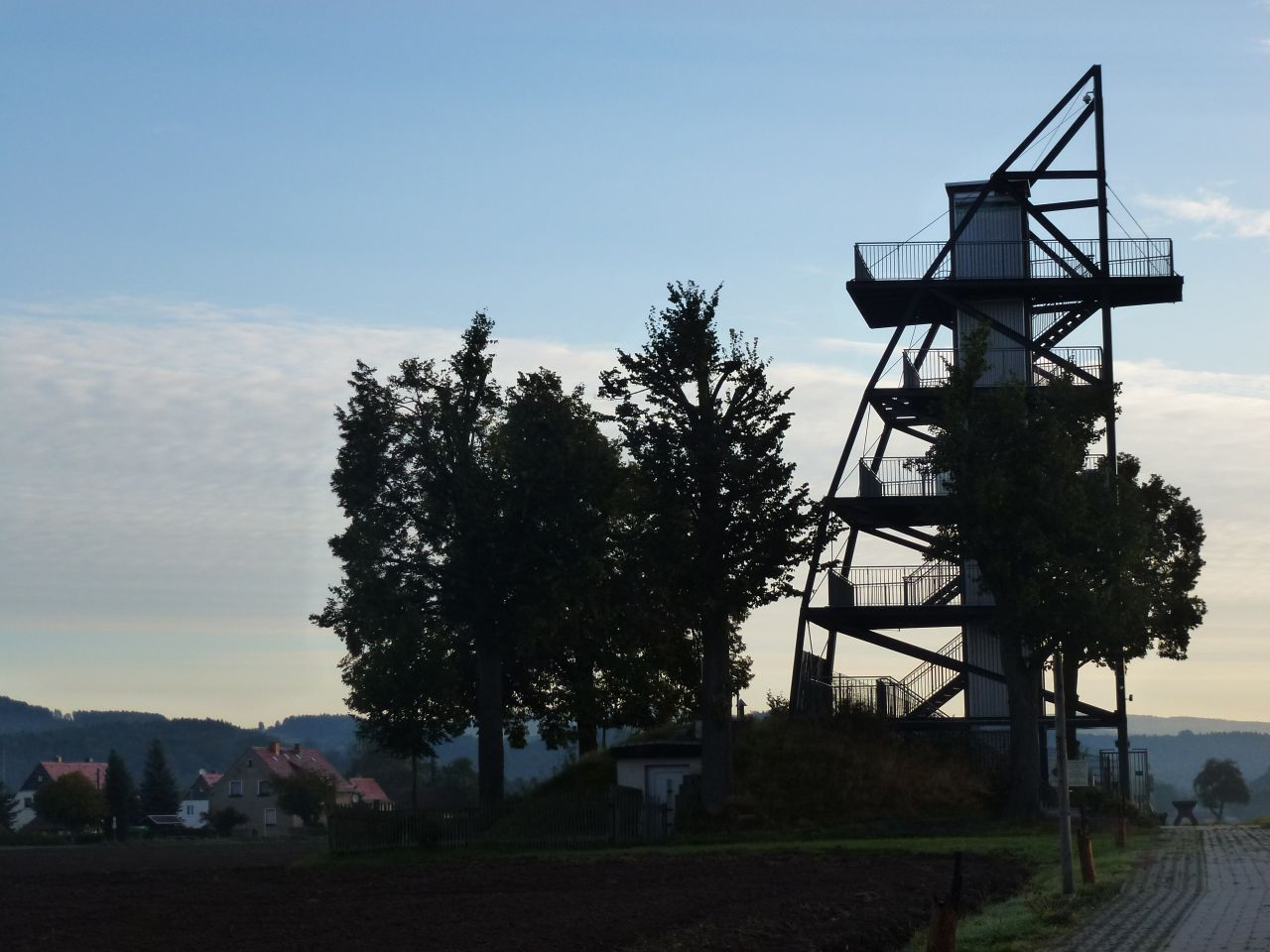
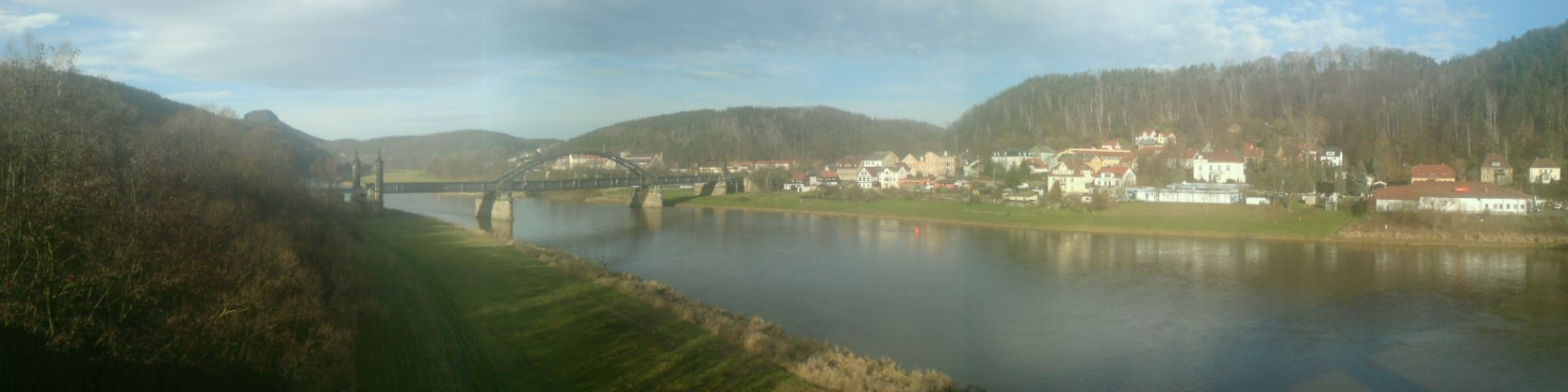